# Sujatha Mohan
Sujatha Mohan (Malayalam: സുജാത മോഹന്,  conocida también como Sujatha) (Thiruvananthapuram, 31 de agosto de 1964) es una cantante de playback o reproducción hindú, galardonada en varias ocasiones por los Kerala State Film Awards, Tamil Nadu State Film Awards y Asianet Film Awards, entre otros. Es conocida por interpretar temas musicales en idioma malayalam y tamil, sobre todo en películas habladas en estos idiomas. También ha interpretado para las bandas sonoras de cintas en otras lenguas —como en telugu, kannada y hindi—; es considerada como una de las intérpretes más populares de su país, interpretando unas 4.000 canciones durante su trayectoria artística.

## Biografía
Sujatha Mohan era nieta del congresista Parur T. K. Narayana Pillai, que fue primer ministro Principal del antiguo protectorado británico, Travancore-Cochin, después de la Independencia de la India. Está casada con el Dr. Mohan. Su única hija se llama, Shweta Mohan, también es cantante. Shweta está casada con Ashwin de Trivandrum.

## Carrera
Sujatha saltó a la fama en los años setenta como Baby Sujatha, una estudiante que regularmente cantaba con KJ Yesudas, en su etapa de presentaciones en todo el mundo. Grabó su primera canción titulada, "Kannezhuthy Pottuthottu," cuando estaba en la sexta norma. La canción fue compuesta por el diputado Arjunan en 1975, para una película en Malayalam titulada "Tourist Bungalow". Ella también grabó canciones para Shyam en Kamam Krodham Moham y Salil Chowdhury en Aparadhi. Alrededor de ese tiempo, el compositor MG Radhakrishnan, tenía propuestas para conseguir una voz adecuada para sus películas, Sujatha cantó entonces para una de las películas más famosas titulada "Odakkuzhal Vili".
Debutó en Tamil, tras interpretar el tema musical titulado, "Kaadhal Oviyam Kandein" de Kavikuyil (1977), bajo la sintonía de Hameer Kalyani raga por Illayaraja, aunque no se incluyó para la película. Su primera canción fue lanzada en Tamil con otros tema musical, entre ellas  titulado "Kalai Paniyil", para la película "Gayathri" en Tamil (1977), protagonizada por Sridevi y Rajinikanth con la música de Ilaiyaraja. Ella cantó para Ilaiyaraaja en las películas tituladas "Johnny", "Kavikuyil" y "Kolangal Ilamai". Después de su matrimonio en 1981, se tomó un año sabático para interpretar temas musicales como cantante de playback. En 1988 retornó a los escenarios nuevamente con uno de sus éxitos titulados "Kadathanadan Ambadi", seguido por su próximo tema titulado "Chithram superhit".

## Temas musicales populares

### Hits en Tamil
| Año  | Título de la canción         | Película                     | Director musical    |
| ---- | ---------------------------- | ---------------------------- | ------------------- |
| 1977 | "Kaalai Paniyil"             | Gayathri                     | Ilayaraja           |
| 1980 | "Oru Iniya Manathu"          | Johnny                       | Ilayaraja           |
| 1992 | "Pudhu Vellai Mazhai"        | Roja                         | A. R. Rahman        |
| 1992 | "Kadhal Rojave"              | Roja                         | A. R. Rahman        |
| 1993 | "Netru Illatha Matram"       | Pudhiya Mugam                | A. R. Rahman        |
| 1993 | "Enveetu Thottathil"         | Gentleman                    | A. R. Rahman        |
| 1993 | "Aathangara Marame"          | Kizhakku Cheemayile          | A. R. Rahman        |
| 1994 | "Kathirikka Kathirikka"      | Duet                         | A. R. Rahman        |
| 1994 | "Kaatru Kuthirayile"         | Kadhalan                     | A. R. Rahman        |
| 1994 | "Vaadi Sathukkudi"           | Pudhiya Mannargal            | A. R. Rahman        |
| 1994 | "Innal Oru Ponnal"           | Manitha Manitha              | A. R. Rahman        |
| 1995 | "Malarodu Malaringu"         | Bombay                       | A. R. Rahman        |
| 1995 | "Idhu Annai Bhoomi"          | Bombay                       | A. R. Rahman        |
| 1995 | "Ini Achham Illai"           | Indira                       | A. R. Rahman        |
| 1995 | "Thilana Thilana"            | Muthu                        | A. R. Rahman        |
| 1996 | "Rukku Rukku"                | Avvai Shanmughi              | Deva                |
| 1996 | "Kaadhala Kaadhala"          | Avvai Shanmughi              | Deva                |
| 1996 | "Naalai Ulagam"              | Love Birds                   | A. R. Rahman        |
| 1996 | "Mellisaye"                  | Mr. Romeo                    | A. R. Rahman        |
| 1996 | "Chittu Chittu Kuruvi"       | Ullathai Allitha             | Sirpy               |
| 1997 | "Poo Pookkum Osai"           | Minsara Kanavu               | A. R. Rahman        |
| 1997 | "Oru Pattampoochi"           | Kadhalukku Mariyadhai        | Ilayaraja           |
| 1997 | "Chandiranai Thottadhu Yaar" | Ratchagan                    | A. R. Rahman        |
| 1997 | "Chalakku Chalakku"          | Suryavamsam                  | S. A. Rajkumar      |
| 1997 | "Natchathira Jannalil"       | Suryavamsam                  | S. A. Rajkumar      |
| 1998 | "Athisayam"                  | Jeans                        | A. R. Rahman        |
| 1998 | "Saravana Bhava"             | Kadhala Kadhala              | Karthik Raja        |
| 1998 | "Garuda Garuda"              | Natpukkaga                   | Deva                |
| 1998 | "Yedho Oru Paatu"            | Unnidathil Ennai Koduthen    | S. A. Rajkumar      |
| 1999 | "Oru Poyyavadhu"             | Jodi                         | A. R. Rahman        |
| 1999 | "Kadhal Neethanaa"           | Time                         | Ilayaraja           |
| 1999 | "Niram Pirithu"              | Time                         | Ilayaraja           |
| 1999 | "Un Per Solla Asaidhaan"     | Minsara Kanna                | Deva                |
| 1999 | "Boy Frienda"                | Minsara Kanna                | Deva                |
| 1999 | "Athikalayil Sevalai"        | Nee Varuvai Ena              | S. A. Rajkumar      |
| 1999 | "Iravaa Pagalaa"             | Poovellam Kettuppar          | Yuvan Shankar Raja  |
| 1999 | "Mudhal Murai"               | Sangamam                     | A. R. Rahman        |
| 1999 | "Sotta Sotta Tajmahal"       | Tajmahal                     | A. R. Rahman        |
| 2000 | "Yengal Veettil"             | Vanathai Pola                | S. A. Rajkumar      |
| 2000 | "Vaanil Vennila"             | Vanathai Pola                | S. A. Rajkumar      |
| 2000 | "Purave"                     | Eazhaiyin Sirippil           | Deva                |
| 2000 | "Aruppu Kottai"              | Vallarasu                    | Deva                |
| 2000 | "Aalangatti Mazhai"          | Thenali                      | A. R. Rahman        |
| 2001 | "Un Azhagukku"               | Aalavandhan                  | Shankar-Ehsaan-Loy  |
| 2001 | "Vaadi Vaadi Natukkatai"     | Alli Thanda Vaanam           | Vidhyasagar         |
| 2001 | "Un Samayal Araiyil"         | Dhill                        | Vidhyasagar         |
| 2001 | "Desingu Raja"               | Dumm Dumm Dumm               | Karthik Raja        |
| 2001 | "Manjal Poosum"              | Friends                      | Ilayaraja           |
| 2001 | "Penkaloda Potti"            | Friends                      | Ilayaraja           |
| 2001 | "Paadava Paadava"            | Little John                  | Pravin Mani         |
| 2001 | "Hey Mister"                 | Little John                  | Pravin Mani         |
| 2001 | "Azhagaana Sooriyan"         | Manadhai Thirudivittai       | Yuvan Shankar Raja  |
| 2001 | "Adhisaya Thirumanam"        | Paarthale Paravasam          | A. R. Rahman        |
| 2001 | "Chella Nam Veetukku"        | Poovellam Un Vasam           | Vidhyasagar         |
| 2001 | "Mazhaye O Mazhaye"          | Punnagai Desam               | S. A. Rajkumar      |
| 2001 | "May Matham Katru"           | Shahjahan                    | Mani Sharma         |
| 2001 | "Rasika Rasika"              | Star                         | A. R. Rahman        |
| 2001 | "Desing Rajathaan"           | Thavasi                      | Vidhyasagar         |
| 2001 | "Kavidhaigal Sollavaa"       | Ullam Kollai Poguthae        | Karthik Raja        |
| 2001 | "Amul Baby"                  | Vaanchinathan                | Karthik Raja        |
| 2002 | "Maaya Maaya"                | Baba                         | A. R. Rahman        |
| 2002 | "Theendi Theendi"            | Bala                         | Yuvan Shankar Raja  |
| 2002 | "Thiru Thiruda"              | Five Star                    | Parasuram           |
| 2002 | "Ini Naanum Naanillai"       | Hey! Nee Romba Azhaga Irukke | Srinivas            |
| 2002 | "Sundari"                    | Kannathil Muthamittal        | A. R. Rahman        |
| 2002 | "Sakala Kalavallavane"       | Pammal K Sambantham          | Deva                |
| 2002 | "Kadhal Pisase"              | Run                          | Vidhyasagar         |
| 2002 | "Sil Sil Silala"             | Unnai Ninaithu               | Sirpy               |
| 2002 | "Thappu Thandaa"             | Villain                      | Vidhyasagar         |
| 2002 | "Adi One Inch Two Inch"      | Youth                        | Mani Sharma         |
| 2003 | "Aasai Aasai"                | Dhool                        | Vidhyasagar         |
| 2003 | "Nenjodu"                    | Kadhal Kondein               | Yuvan Shankar Raja  |
| 2003 | "Dholna"                     | Parasuram                    | A. R. Rahman        |
| 2003 | "Maankuttiye"                | Priyamana Thozhi             | S. A. Rajkumar      |
| 2003 | "Thithikkuthe"               | Thittikudhey                 | Vidhyasagar         |
| 2003 | "Azhakooril Poothavale"      | Thirumalai                   | Vidhyasagar         |
| 2004 | "Nenjam Ellaam"              | Ayutha Ezhuthu               | A. R. Rahman        |
| 2004 | "Kokkara Kokkarako"          | Ghilli                       | Vidhyasagar         |
| 2004 | "Sakkara Inikkira Sakkara"   | New                          | A. R. Rahman        |
| 2005 | "Annanoda Paatu"             | Chandramukhi                 | Vidhyasagar         |
| 2005 | "Rangola Hola"               | Ghajini                      | Harris Jayaraj      |
| 2005 | "Mazhaye Mazhaye"            | June R                       | Sharreth            |
| 2006 | "Ennai Konjam Konjam"        | Aadhi                        | Vidhyasagar         |
| 2006 | "Atrai Thingal"              | Sivappathigaram              | Vidhyasagar         |
| 2007 | "Ae Manpuru Mangaye"         | Gurú                         | A. R. Rahman        |
| 2007 | "Katrin Mozhiye"             | Mozhi                        | Vidhyasagar         |
| 2008 | "Chellam Chellam"            | Kuselan                      | G. V. Prakash Kumar |
| 2008 | "Ennamo Seithai"             | Kadhalna Summa Illai         | Vidhyasagar         |
| 2008 | "Samayame"                   | Kadhalna Summa Illai         | Vidhyasagar         |
| 2009 | "Kadhal "                    | Ilamai Itho Itho             | Vidyasagar          |
| 2010 | "Maanja Maanja"              | Maanja Velu                  | Mani Sharma         |
| 2010 | "Unnai Ninaithadume"         | Aadu Puli                    | Sundar C Babu       |
| 2010 | "Vizhi Oru Paadhi"           | Chikku Bukku                 | Colonial Cousins    |
| 2010 | "Thambikkottai Kanga"        | Thambikottai                 | D. Imman            |

### Malayalam
- "Doore Kizhakudikkum" from Chithram
- "Kadume Nadumellam" from Chithram
- "Kunu Kune" from Yodha
- "Pranayamanithooval" from Azhakiya Ravanan
- "Ethrayo Janmamayi" from Summer in Bethlahem
- "Varamanjaladiya" from Pranayavarnangal
- "Minnal Kaivala Charthi" from Harikrishnans
- "Kakkakarumban" from Ee Puzhayum Kadannu
- "Perariya" from Soothradharan
- "Manju Peyyanu" from Chandranudikkunna Dikhil
- "Marannittum" from Randaam Bhavam
- "Onnam Kili" from Kilichundan Mampazham
- "Onnanam Kunninmele" from Kilichundan Mampazham
- "Kandu Kandu" from Mampazhakkalam
- "Karumizhi Kuruvi" from Meesa Madhavan
- "Thattam Pidichu" from Paradesi
- "Aaroraal Pularmazhayil" from Pattalam
- "Juneile Nilamazhayil" from Nammal Thammil
- "Rakkilithan" from Perumazhakkalam
- "Kallayi Kadavathu" from Perumazhakkalam

### Telugu
- "Paruvam Vaanaga" from Roja
- "Na Cheli Rojave" from Roja
- "Naathora Tamashalalo" from Ninne Pelladutha
- "Sorry Sorry Sorry" from Bavagaru Bagunnara
- "Cheppave Chirugaali" from Okkadu
- "Gola Gola Rangola" from Ashok
- "Jada Thoti kodithe" from Lakshmi Narasimha
- "Kannu Kottina" from Balu
- "Manasa Vacha Manasisthe" from Iddaru Mitrulu
- "Sukku Sukku" from Lakshyam
- "Abbabba Iddu" from Choodalani Vundi
- "Yem Pilla Kusalama" from Chennakeshava Reddy
- "Shukriya Shukriya" from Nuvve Kavali
- "Sundari" from Amrutha
- "Swagatham" from Sivaramaraj
- "Raja Hamsavo" from Ganesh
- "Gutthonkaya" from Kalyana Ramudu
- "Chiguraku Chatu Chilaka" from Gudumba Shankar
- "Ne Style Nakishtam" from Raghavendra
- "Gusa Gusale Gumma Mamillu" from Annayya
- "Mokka Jonna Thota" from Subhash Chandra Bose
- "Ele Ele Maradala" from Annamayya
- "Entha Pani Chesindi Prema" from Dongadu
- "Kolo Koloyamma Kolo" from Abhimanyu

### Hindi
- "Rafta Rafta Hole hole Hulchul
- "Dil Hai Sanam" Chor Chor (Thiruda Thiruda Hindi version)
- "Ishq Bina Kya" from Taal
- "Hai Jaana" from Pukar
- "Tum Ho Meri Nigahom" from Kabhi Na Kabhi
- "Ishwar Allah" from 1947 Earth
- "kal nahin tha" from Vishwavidhaata

## Temas musicales cristianas en Malayalam
- Ithupole Enne Snehicheedaan En Jeevanai
- Kaval Malakhamare Snehapratheekam
- Ponnu Meera Kunthirikkam
- Alakadalum Kuliralayum

## Álbumes de temas musicales en Malayalam
- Kayalthirakalil kanneeralakalil from "KULIRMAZHAYAI"-2011
- Ravereyayittum from Pranayamarmaram - 2009
- Ee Manjil from Spandanam - 2010
- Ennennum -2010
- athramel athramel..from "Danaha-2011